# Sermérieu
Sermérieu est une commune française située dans le département de l'Isère, en région Auvergne-Rhône-Alpes.

## Géographie

### Situation et description
Située dans la partie septentrionale du département de l'Isère et à l'ouest de la petite ville de Morestel, la commune rurale de Sermérieu se trouve également dans une région de collines en bordure méridionale d'un plateau en forme de triangle dénommé l'Isle-Crémieu auquel elle n'appartient pas.

### Climat
Pour des articles plus généraux, voir Climat d'Auvergne-Rhône-Alpes et Climat de l'Isère.
En 2010, le climat de la commune est de type climat des marges montargnardes, selon une étude du Centre national de la recherche scientifique s'appuyant sur une série de données couvrant la période 1971-2000. En 2020, Météo-France publie une typologie des climats de la France métropolitaine dans laquelle la commune est exposée à un climat de montagne ou de marges de montagne et est dans la région climatique Alpes du nord, caractérisée par une pluviométrie annuelle de 1 200 à 1 500 mm, irrégulièrement répartie en été.
Pour la période 1971-2000, la température annuelle moyenne est de 11,1 °C, avec une amplitude thermique annuelle de 17,8 °C. Le cumul annuel moyen de précipitations est de 1 083 mm, avec 10,5 jours de précipitations en janvier et 7 jours en juillet. Pour la période 1991-2020, la température moyenne annuelle observée sur la station météorologique de Météo-France la plus proche, « Montagnieu », sur la commune de Montagnieu à 14 km à vol d'oiseau, est de 12,4 °C et le cumul annuel moyen de précipitations est de 1 099,9 mm,. Pour l'avenir, les paramètres climatiques de la commune estimés pour 2050 selon différents scénarios d'émission de gaz à effet de serre sont consultables sur un site dédié publié par Météo-France en novembre 2022.

## Urbanisme

### Typologie
Au 1er janvier 2024, Sermérieu est catégorisée commune rurale à habitat dispersé, selon la nouvelle grille communale de densité à sept niveaux définie par l'Insee en 2022.
Elle est située hors unité urbaine et hors attraction des villes,.

### Occupation des sols
L'occupation des sols de la commune, telle qu'elle ressort de la base de données européenne d’occupation biophysique des sols Corine Land Cover (CLC), est marquée par l'importance des territoires agricoles (69,4 % en 2018), en diminution par rapport à 1990 (72,7 %). La répartition détaillée en 2018 est la suivante :
zones agricoles hétérogènes (39,3 %), terres arables (28,6 %), forêts (23,1 %), zones urbanisées (5,9 %), zones humides intérieures (1,6 %), prairies (1,5 %). L'évolution de l’occupation des sols de la commune et de ses infrastructures peut être observée sur les différentes représentations cartographiques du territoire : la carte de Cassini (XVIIIe siècle), la carte d'état-major (1820-1866) et les cartes ou photos aériennes de l'IGN pour la période actuelle (1950 à aujourd'hui).

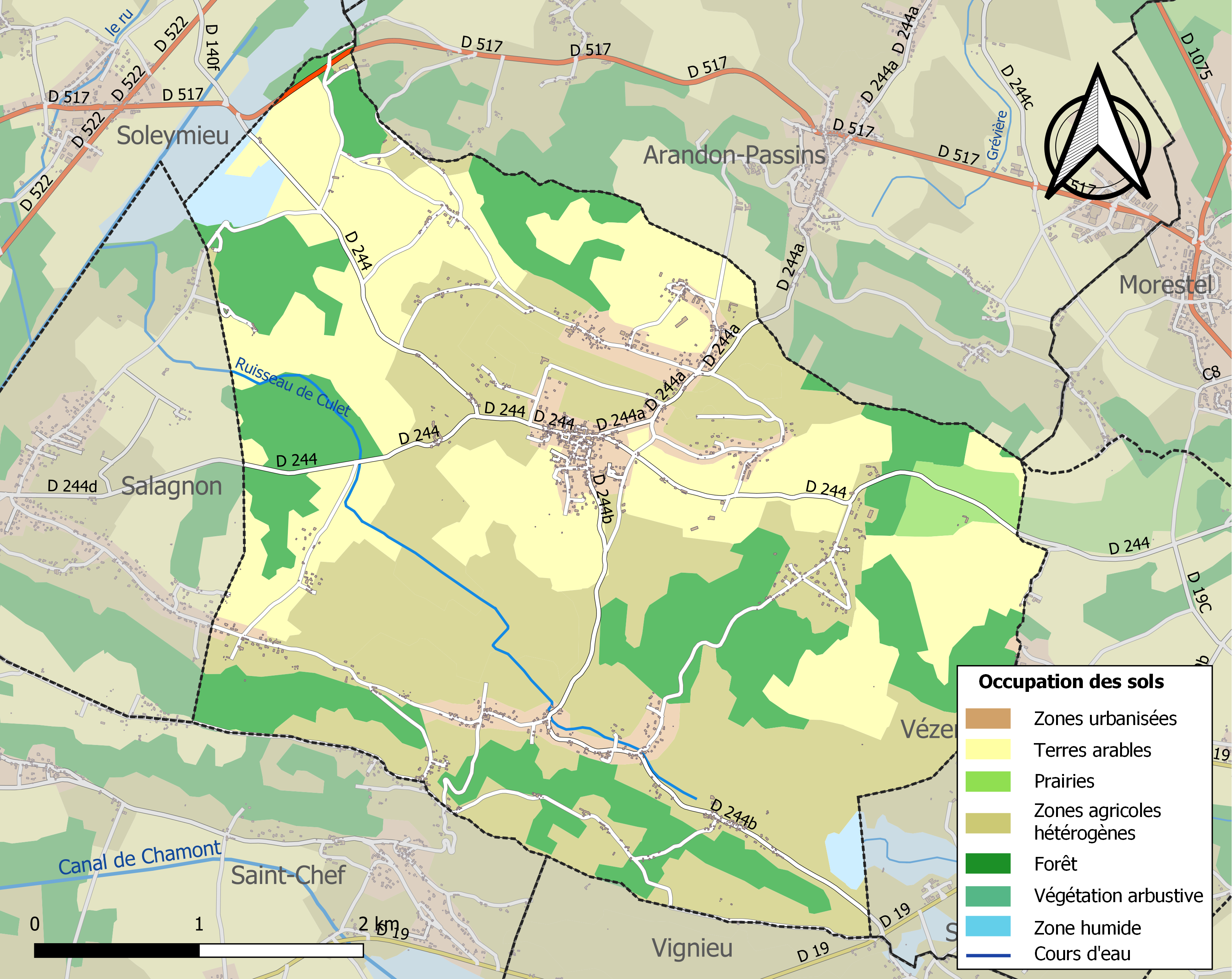
Carte des infrastructures et de l'occupation des sols de la commune en 2018 (CLC).

### Risques naturels et technologiques majeurs

#### Risques sismiques
L'ensemble du territoire de la commune de Sermérieu est situé en zone de sismicité no 3 (sur une échelle de 1 à 5), comme la plupart des communes de son secteur géographique.
| Type de zone | Niveau            | Définitions (bâtiment à risque normal) |
| ------------ | ----------------- | -------------------------------------- |
| Zone 3       | Sismicité modérée | accélération = 1,1 m/s2                |

## Toponymie
Le nom, attesté sous la forme Sermeriacum dès le XIVe siècle, proviendrait d'une colonie de la tribu scythique des Sarmates qui, d'après l'historien spécialiste de la Gaule romaine Auguste Longnon, aurait été envoyée en Gaule lyonnaise pendant le règne de l'empereur Constantin, au IVe siècle après J.C.
La présence des Sarmates en France est attestée par de nombreux toponymes, fondés sur la même racine de Sarmatia adjoint au suffixe gallo-romain -iacum indiquant un titre de propriété, que l'on retrouve sur le territoire des anciennes Gaules : Sermizelles dans l'Yonne, Salmaise, Sermaise, Sermaize, Sermoise ou encore Sermiers.

## Histoire

### Antiquité et Moyen Âge
La région de Sermérieu se situe dans la partie occidentale du territoire antique des Allobroges, ensemble de tribus gauloises occupant l'ancienne Savoie, ainsi que la partie du Dauphiné, située au nord de la rivière Isère.
Après la victoire définitive de Fabius Maximus, les Allobroges furent soumis aux Romains, et leur territoire forma le premier noyau de la Province transalpine Provincia ulterior (ou Gallia ulterior) qui comprenait tous les peuples gaulois situés dans les régions comprises entre le Rhône et les Alpes.
Avant la chute de l'Empire romain, ce secteur géographique appartenait au Pagus Viennensis, qui plus tard deviendra le comitatus Viennensis.

## Politique et administration

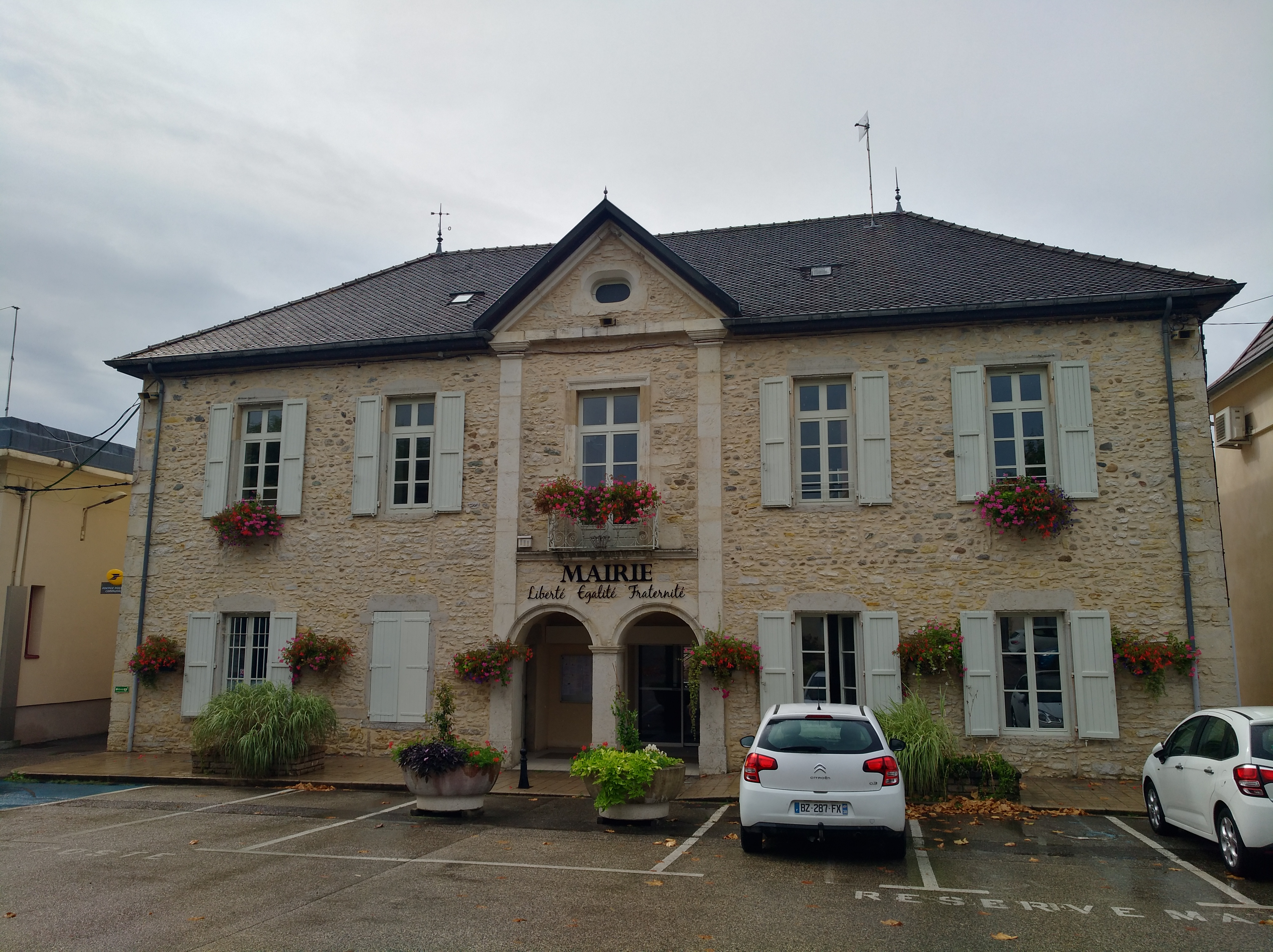
Mairie de Sermérieu.

### Liste des maires
| Période         | Période        | Identité                  | Étiquette   | Qualité                                |
| --------------- | -------------- | ------------------------- | ----------- | -------------------------------------- |
| 11 janvier 1790 | novembre 1791  | Vincent Brunand           |             |                                        |
| novembre 1791   | décembre 1792  | Étienne Dupré             |             |                                        |
| décembre 1792   | 1800           | François Félicien Varnet  |             |                                        |
| 1801            | 1832           | Abel Flocart de Mépieu    |             |                                        |
| 1832            | 1833           | François Félicien Varnet  |             |                                        |
| 1833            | 1835           | Jean Marie Varnet         |             |                                        |
| 1835            | 1848           | François Félicien Varnet  |             |                                        |
| 1848            | 1852           | Barthélémé Deschamps      |             |                                        |
| 1852            | 1870           | Adolphe Flocard de Mépieu |             | député, conseiller général de Morestel |
| 1870            | 1874           | Jean Marie Meunier        |             |                                        |
| 1874            | 1876           | Antoine Martin            |             |                                        |
| 1876            | 1881           | Jean Marie Meunier        |             |                                        |
| aout 1881       | mai 1888       | Étienne Cuzin             |             |                                        |
| mai 1888        | janvier 1922   | Jean Guicher              |             |                                        |
| décembre 1919   | janvier 1922   | Joseph Meunier            |             |                                        |
| janvier 1922    | septembre 1925 | Jean Rostaing             |             |                                        |
| septembre 1925  | mai 1935       | Jean Varnet               |             |                                        |
| mai 1935        | novembre 1937  | Jean-Philippe Varnet      |             |                                        |
| novembre 1937   | aout 1944      | Louis Fraisse             |             |                                        |
| aout 1944       | mai 1945       | Marcel Reynier            |             |                                        |
| mai 1945        | mai 1953       | Claude Caravatte          |             |                                        |
| mai 1953        | janvier 1961   | Emile Herail              |             |                                        |
| février 1961    | mars 1977      | Joseph Hullard            |             |                                        |
| mars 1989       | 1995           | Jean Genin                | PS puis DVD | Conseiller général (1979-1998)         |
| mars 1995       | 2008           | Robert Lombard            |             |                                        |
| mars 2008       | 2014           | Jean-Claude Bouvet        |             |                                        |
| mars 2014       | En cours       | Alexandre Bolleau         | DVG         | Avocat                                 |

## Population et société

### Démographie
L'évolution du nombre d'habitants est connue à travers les recensements de la population effectués dans la commune depuis 1793. Pour les communes de moins de 10 000 habitants, une enquête de recensement portant sur toute la population est réalisée tous les cinq ans, les populations de référence des années intermédiaires étant quant à elles estimées par interpolation ou extrapolation. Pour la commune, le premier recensement exhaustif entrant dans le cadre du nouveau dispositif a été réalisé en 2005.

En 2022, la commune comptait 1 642 habitants, en évolution de −0,91 % par rapport à 2016 (Isère : +3,07 %, France hors Mayotte : +2,11 %).
| 1793  | 1800  | 1806  | 1821  | 1831  | 1836  | 1841  | 1846  | 1851  |
| ----- | ----- | ----- | ----- | ----- | ----- | ----- | ----- | ----- |
| 1 031 | 1 192 | 1 205 | 1 308 | 1 423 | 1 341 | 1 445 | 1 539 | 1 552 |

| 1856  | 1861  | 1866  | 1872  | 1876  | 1881  | 1886  | 1891  | 1896  |
| ----- | ----- | ----- | ----- | ----- | ----- | ----- | ----- | ----- |
| 1 482 | 1 431 | 1 390 | 1 357 | 1 314 | 1 354 | 1 391 | 1 297 | 1 243 |

| 1901  | 1906  | 1911  | 1921 | 1926 | 1931 | 1936 | 1946 | 1954 |
| ----- | ----- | ----- | ---- | ---- | ---- | ---- | ---- | ---- |
| 1 173 | 1 058 | 1 064 | 913  | 820  | 761  | 720  | 751  | 640  |

| 1962 | 1968 | 1975 | 1982 | 1990 | 1999  | 2005  | 2006  | 2010  |
| ---- | ---- | ---- | ---- | ---- | ----- | ----- | ----- | ----- |
| 682  | 639  | 588  | 756  | 935  | 1 168 | 1 403 | 1 425 | 1 502 |

| 2015  | 2020  | 2022  | - | - | - | - | - | - |
| ----- | ----- | ----- | - | - | - | - | - | - |
| 1 640 | 1 654 | 1 642 | - | - | - | - | - | - |

### Enseignement
La commune est rattachée à l'académie de Grenoble.

### Médias
Historiquement, le quotidien à grand tirage Le Dauphiné libéré consacre, chaque jour, y compris le dimanche, dans son édition du Nord-Isère, un ou plusieurs articles à l'actualité à la communauté de communes, ainsi que des informations sur les éventuelles manifestations locales, les travaux routiers, et autres événements divers à caractère local.

## Économie
- Zone d'Activités Jean-Desvignes :

Créée en 2006 par Jean-Marie Desvignes, natif de la commune, cette ZA se situe à la sortie du village, direction Morestel. D'une superficie de deux hectares, elle y accueille les artisans et les PME qui souhaitent travailler en Nord-Isère.

## Culture et patrimoine

### Lieux et monuments
- Église Notre-Dame-de-l'Assomption :

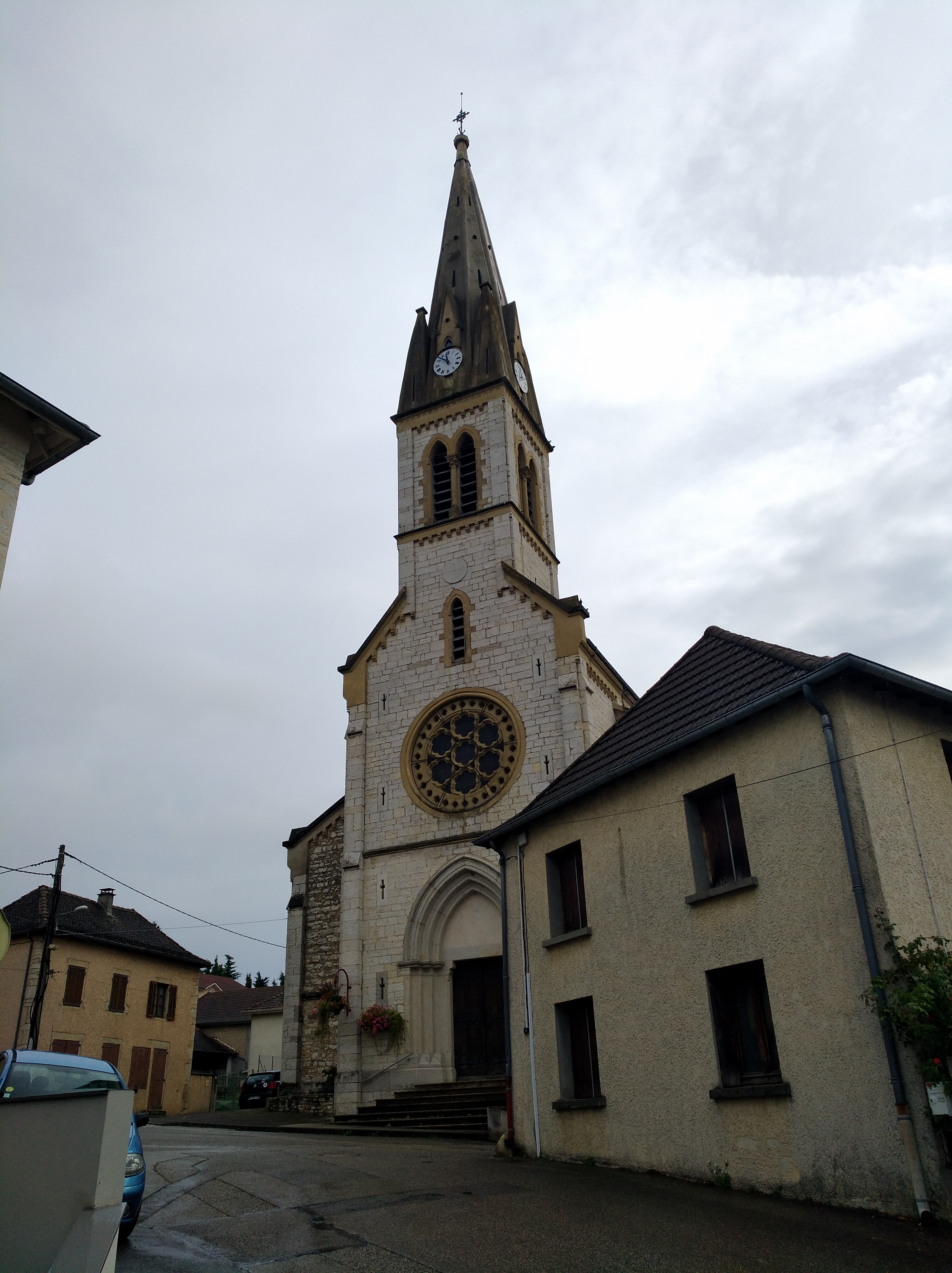
Clocher de l'église

Chef-d'œuvre de l'architecture néogothique du XIXe siècle ;
Deuxième clocher d'Isère de par sa hauteur ;
Dédiée à la Vierge Marie, protectrice de Sermérieu ;
Le clocher comporte deux cloches. La première rythme la vie du village en sonnant les demi-heures et heures, les angélus (7 h 05, 12 h 05, 19 h 05) et guide les fidèles lors de la messe, célébrée un dimanche par mois à 9 heures par le père Damien Sillon. La petite cloche commémore les morts en sonnant le glas.
- La Madone :

Statue de la Vierge de l'Assomption qui domine le village. Elle est perchée sur le haut d'un ancien moulin. Une messe est célébrée tous les deux ans le 15 août vers 10 heures après une retraite aux flambeaux.
- Table d'orientation :

Située au pied de la Madone, elle donne accès à un vaste et remarquable panorama alpin et préalpin (Bauges, Chartreuse, Belledonne, Vercors).
- Château du Marteray :

Château du XIVe siècle, terminé vers 1760.

### Personnalités liées à la commune
- Adolphe Flocard de Mépieu, né à Sermérieu en 1802, maire, conseiller général, député de l'Isère de 1852 à 1869, spécialiste d'agronomie. Il est inhumé à Sermérieu.

### Héraldique
|  | Sermérieu possède des armoiries dont l'origine et le blasonnement exact ne sont pas disponibles. |